# Мифы и легенды: Новый альянс
«Мифы и легенды: Новый альянс» (исп. Mitos y Leyendas: La Nueva Alianza) — чилийский фэнтези-фильм режиссёра Хосе Луиса Гуриди, вышедший в 2010 году.

## Сюжет
В городе Сантьяго подросток Мартин и его друзья играют в коллекционную карточную игру «Мифы и легенды». В ходе турнира один из друзей Мартина выигрывает у незнакомца редкую карту. Мартин замечает что на этой карте, как b ещё на ряде других, имеются отметки, которые позволяют разложить карты определённым образом и открыть портал в мир игры.
Сначала сам Мартин. а затем и его друзья начинают исследовать новый мир, но все осложняется, когда злодей из карточного мира, греческий бог Кронос, захватывает Софию, сестру одного из героев. Параллельно зритель видит и реальный мир, куда из вселенной игры проникает и начинает заниматься грабежами шайка пиратов, а отец Софии ищет пропавшую дочь. Героям предстоит заручиться помощью самураев и дракона, обрести новые способности, выручить Софию и разобраться в собственных чувствах.

## Съемочная группа
- Режиссёр — Хосе Луис Гуриди
- Сценарист — Барбара Ларенас

## В ролях
- Марко Сарор
- Кристиан Севе
- Себастьян Бадилья
- Полетт Севе
- Тринидад Кортина

## Критика
Фильм получил оценку 4,0 из 10 на сайте IMDb. Рейтинг фильма на КиноПоиске — 4,7.